# 1996年夏季残疾人奥林匹克运动会巴西代表团
1996年夏季残疾人奥林匹克运动会巴西代表团是巴西派出的1996年夏季残疾人奥林匹克运动会代表团。获得2枚金牌、6枚银牌和13枚铜牌。